# هزارخاني (مقاطعة دلفان)
هزارخاني (بالفارسية: هزارخانی) هي قرية تقع في قسم كاكاوند الشرقي الريفي (مقاطعة دلفان) في إيران. يقدر عدد سكانها بـ 738 نسمة بحسب إحصاء 2016.